# کوبیتسه (استان اوپوله)
کوبیتسه (به لهستانی: Kubice) یک منطقهٔ مسکونی در لهستان است که در گمینا نسا واقع شده‌است.